# 全球華語榜中榜
全球華語榜中榜，舊名全球華語音樂榜中榜，由Channel V於1994年設立的華語流行音樂年度獎項。主辦方是Channel V的中國母公司星空华文传媒。
舉辦時間大致在每年春季，獎勵的範圍包括年度最具影響力的華語歌手和歌曲。因為歷史悠久、出席名人眾多，於華語樂壇有相當大的影響力。最初頒獎儀式的範圍僅限於大中華地區的有線電視和衛星電視廣播電台，1998年第五届会议开始扩大在中国大陆各地进行地面电视广播，並有中国中央电视台及中國大陸的一些地方電視台參與主辦，包括东方卫视、成都電視台、北京电视台（2001年前转播的部分归北京有线电视台）等。起初該頒獎典禮的獎項僅有20大歌曲獎，後來增設各種按地區、性別分類的獎項，每屆亦有增設其它獎項，但部分媒體認為獎項設置過多使獎項的含金量下降。由第14届开始改为“全球华语榜中榜暨亚洲影响力大典”，颁发除音乐类别以外的其他奖项。

## 主要奖项
| 届数 | 年份 | 年度大奖      | 最佳男歌手 | 最佳男歌手    | 最佳女歌手 | 最佳女歌手    | 最佳组合 | 最佳组合 | 最佳乐队         | 最佳乐队         | 最受欢迎男歌手 | 最受欢迎男歌手 | 最受欢迎女歌手 | 最受欢迎女歌手 | 傳媒推薦歌手            | 傳媒推薦歌手 |
| 届数 | 年份 | 年度大奖      | 内地       | 港台          | 内地       | 港台          | 内地     | 港台     | 内地             | 港台             | 内地           | 港台           | 内地           | 港台           | 内地                    | 港台         |
| ---- | ---- | ------------- | ---------- | ------------- | ---------- | ------------- | -------- | -------- | ---------------- | ---------------- | -------------- | -------------- | -------------- | -------------- | ----------------------- | ------------ |
| 1    | 1994 | 不適用        | 不適用     | 不適用        | 不適用     | 不適用        | 不適用   | 不適用   | 不適用           | 不適用           | 不適用         | 不適用         | 不適用         | 不適用         | 不適用                  | 不適用       |
| 2    | 1995 | 王菲          | 不適用     | 不適用        | 不適用     | 不適用        | 不適用   | 不適用   | 不適用           | 不適用           | 不適用         | 不適用         | 不適用         | 不適用         | 不適用                  | 不適用       |
| 3    | 1996 | 张学友        | 不適用     | 不適用        | 不適用     | 不適用        | 不適用   | 不適用   | 不適用           | 不適用           | 不適用         | 不適用         | 不適用         | 不適用         | 不適用                  | 不適用       |
| 4    | 1997 | 张学友        | 不適用     | 不適用        | 不適用     | 不適用        | 不適用   | 不適用   | 不適用           | 不適用           | 不適用         | 不適用         | 不適用         | 不適用         | 不適用                  | 不適用       |
| 5    | 1998 | 不適用        | 毛宁       | 任贤齐        | 陈明       | 王菲          | 不適用   | 不適用   | 不適用           | 不適用           | 不適用         | 不適用         | 不適用         | 不適用         | 不適用                  | 不適用       |
| 6    | 1999 | 黎明          | 孙楠       | 刘德华        | 田震       | 王菲          | 不適用   | 不適用   | 不適用           | 不適用           | 罗中旭         | 不適用         | 陈琳           | 不適用         | 不適用                  | 不適用       |
| 7    | 2000 | 刘德华        | 刘欢       | 张学友        | 那英       | 王菲          | 羽泉     | 不適用   | 不適用           | 五月天           | 孙楠           | 黎明           | 田震           | 陈慧琳         | 不適用                  | 不適用       |
| 8    | 2001 | 张惠妹        | 林依轮     | 任贤齐        | 韩红       | 陈慧琳        | 不適用   | 不適用   | 零点乐队         | 不適用           | 孙楠           | 周杰伦         | 田震           | 王菲           | 不適用                  | 不適用       |
| 9    | 2002 | 不適用        | 不適用     | 不適用        | 不適用     | 不適用        | 不適用   | 不適用   | 不適用           | 不適用           | 孙楠           | 任贤齐         | 韩红           | 孙燕姿         | 不適用                  | 不適用       |
| 10   | 2003 | 不適用        | 朴树       | 王力宏        | 韩红       | 张惠妹        | 不適用   | 不適用   | 零点乐队         | 五月天           | 不適用         | 不適用         | 不適用         | 不適用         | 不適用                  | 不適用       |
| 11   | 2004 | 不適用        | 孙楠       | 周杰伦        | 叶蓓       | 梁静茹        | 水木年华 | Energy   | 不適用           | 五月天           | 胡彦斌         | 周杰伦         | 孙悦           | 蔡依林         | 不適用                  | 不適用       |
| 12   | 2005 | 不適用        | 许巍       | 周杰伦        | 王蓉       | 梁静茹        | 羽泉     | Twins    | 花儿乐队         | 五月天           | 何炅           | 周杰伦         | 赵薇           | 蔡依林         | 不適用                  | 不適用       |
| 13   | 2006 | 不適用        | 张敬轩     | 陈奕迅        | 金海心     | 张惠妹        | 水木年华 | S.H.E    | 花儿乐队         | 五月天           | 陈坤           | 王力宏         | 李慧珍         | 张韶涵         | 不適用                  | 不適用       |
| 14   | 2010 | 不適用        | 孙楠       | 方大同 庾澄庆 | 张靓颖     | 杨千嬅 张惠妹 | 羽泉     | 动力火车 | 范晓萱 &100%乐团 | 范晓萱 &100%乐团 | 汪峰           | 古巨基 罗志祥  | 李宇春         | 梁咏琪 萧亚轩  | 不適用                  | 不適用       |
| 15   | 2011 | 周杰倫        | 孙楠       | 王力宏        | 张靓颖     | 郑秀文        | 羽泉     | 飞轮海   | 蘇打綠           | Supper Moment    | 韩庚           | 潘玮柏         | 李宇春         | 萧亚轩         | 不適用                  | 田馥甄       |
| 16   | 2012 | 陳奕迅        | 汪峰       | 方大同 林俊杰 | 张靓颖     | 莫文蔚        | 至上励合 | Twins    | F.I.R. 飛兒樂團  | 不適用           | 张杰           | 古巨基 任贤齐  | 李宇春         | 容祖儿         | 尚雯婕                  | 不適用       |
| 17   | 2013 | 家家          | 杨坤       | 古巨基 萧敬腾 | 李宇春     | 容祖儿 张韶涵 | 不適用   | 不適用   | 不適用           | 不適用           | 张杰           | 林峯 罗志祥    | 周笔畅         | 蔡卓妍 萧亚轩  | 许嵩                    | 王心凌       |
| 18   | 2014 | 羅志祥 吴莫愁 | 孙楠       | 陶喆          | 李宇春     | 陈绮贞        | 不適用   | 不適用   | 不適用           | 不適用           | 张杰           | 张敬轩         | 周笔畅         | 许茹芸         | 不適用                  | 鄭嘉穎       |
| 19   | 2015 | 任賢齊        | 汪峰       | 张信哲        | 周笔畅     | 萧亚轩        | 不適用   | 不適用   | 不適用           | 不適用           | 张杰           | 杜德伟         | 吴莫愁         | 陈嘉桦         | 李琦（創作）            | 鍾欣潼       |
| 20   | 2016 | 王力宏        | 孙楠       | 萧敬腾        | 周笔畅     | 莫文蔚        | 不適用   | 不適用   | 不適用           | 不適用           | 张杰           | 林峯           | 吴莫愁         | 王心凌         | 沙宝亮                  | 泳兒         |
| 21   | 2017 | 不適用        | 李荣浩     | 李克勤        | 张靓颖     | 容祖儿        | 不適用   | 不適用   | 不適用           | 不適用           | 大张伟         | 曹格           | 谭维维         | 范玮琪         | 何洁                    | 楊乃文       |
| 22   | 2018 | 不適用        | 薛之谦     | 李克勤        | 周笔畅     | 容祖儿        | 不適用   | 不適用   | 不適用           | 不適用           | 蘇醒           | 品冠           | 吴莫愁         | 杨丞琳         | 刘雪婧 吳莫愁（唱作人） | 泳兒         |
| 23   | 2019 | 不適用        | 张杰       | 信            | 谭维维     | 杨千嬅        | 不適用   | 不適用   | 不適用           | 不適用           | 周深           | 杨宗纬         | 文文           | 陈嘉桦         | 蒋敦豪（唱作人）        | 許靖韻       |
| 24   | 2023 | 郑秀妍        | GAI周延    | 任贤齐        | 李斯丹妮   | 戴佩妮        | 不適用   | 不適用   | 不適用           | 不適用           | 米卡           | 不適用         | 黄霄云         | 不適用         | 梁玉莹 伍珂玥           | 不適用       |

## 歷屆獲獎名單

### 1994
| 中文TOP20金曲 |                      |
| 歌手          | 歌名                 |
| 王菲          | 我願意／天空         |
| 呂方          | 多愛你一天           |
| 伍思凱        | 愛與愁               |
| 巫啟賢        | 太傻／愛情傀儡       |
| 辛曉琪        | 領悟                 |
| 周華健        | 風雨無阻             |
| 陳昇          | 風箏                 |
| 張學友        | 祝福／偷心           |
| 張清芳        | 舉棋不定／燃燒一瞬間 |
| 張宇          | 用心良苦             |
| 張信哲        | 別怕我傷心           |
| 黃大煒        | 你把我灌醉           |
| 裘海正        | 愛我的人和我愛的人   |
| 劉德華        | 忘情水               |
| 藍心湄        | 愛我到今生           |
| 優客李林      | 不知所措             |

- 依姓氏筆畫排序。

### 1995
| 中文TOP20金曲   |                            |
| 歌手            | 歌名                       |
| 王菲            | 棋子                       |
| 伍思凱          | 心動了                     |
| 巫啟賢          | 愛那麼重                   |
| 辛曉琪          | 味道                       |
| 林憶蓮          | 傷痕                       |
| 林佳儀          | 一個人的我依然會微笑       |
| 杜德偉          | 天真                       |
| 周華健          | 你喜歡的會有幾個／愛相隨   |
| 陳潔儀          | 擔心                       |
| 張學友          | 真愛／擁有                 |
| 張宇            | 一言難盡                   |
| 張信哲          | 不要對他說                 |
| 齊秦            | 往事隨風                   |
| 孫耀威          | 戀一個愛                   |
| 劉德華          | 真永遠／你說他是你想嫁的人 |
| 藍心湄          | 三心二意                   |
| 庾澄慶          | 靠近                       |
| Channel [V]大獎 |                            |
| 王菲            |                            |
| 最佳音樂錄影帶  |                            |
| 竇唯《窗外》    |                            |
| 最佳新人        |                            |
| 范曉萱          |                            |

- 依姓氏筆畫排序。

### 1996
| 中文TOP20金曲                                    |                |
| 歌手                                             | 歌名           |
| 王菲                                             | 浮躁           |
| 伍佰                                             | 愛情的盡頭     |
| 李玟                                             | 往日情         |
| 坣娜                                             | 退路           |
| 杜德偉                                           | 發現愛         |
| 伍思凱                                           | 你愛誰         |
| 柯以敏                                           | 斷了線         |
| 范曉萱                                           | 眼淚           |
| 許茹芸                                           | 如果雲知道     |
| 許美靜                                           | 鐵窗           |
| 張學友                                           | 忘記你我做不到 |
| 張宇                                             | 消息           |
| 張清芳                                           | 大雨的夜裡     |
| 庾澄慶                                           | 請開窗         |
| 萬芳                                             | 就值得了愛     |
| 劉德華                                           | 因為愛         |
| 鄭中基                                           | 別愛我         |
| 蘇慧倫                                           | Lemon Tree     |
| Channel [V]大獎                                  |                |
| 張學友                                           |                |
| 最佳音樂錄影帶                                   |                |
| 巫啟賢《思念誰》                                 |                |
| 最佳新人                                         |                |
| 鄭中基                                           |                |
| 鳳凰衛視中文台．音樂無限評審團特别推薦男歌手     |                |
| 老狼                                             |                |
| 鳳凰衛視中文台．音樂無限評審團特别推薦女歌手     |                |
| 田震                                             |                |
| 鳳凰衛視中文台．音樂無限評審團特别推薦音樂錄影帶 |                |
| 王勇《招魂》                                     |                |

- 依姓氏筆畫排序。

### 1997
| 中文TOP20金曲              |                      |
| 歌手                       | 歌名                 |
| 王菲                       | 你快樂所以我快樂     |
| 任賢齊                     | 心太軟               |
| 李玟                       | 等愛降落             |
| 周華健                     | 朋友                 |
| 陳曉東                     | 心有獨鍾             |
| 張學友                     | 想和你去吹吹風       |
| 張信哲                     | 用情                 |
| 張惠妹                     | Bad Boy              |
| 許茹芸                     | 日光機場             |
| 動力火車                   | 不甘心，不放手       |
| 郭富城                     | 愛定你               |
| 庾澄慶                     | 只有為你             |
| 齊秦                       | 不讓我的眼淚陪我過夜 |
| 熊天平                     | 愛情多瑙河           |
| 劉德華                     | 愛如此神奇           |
| 鄭中基                     | 絕口不提愛你         |
| 鄭中基．陳慧琳             | 製造浪漫             |
| 鄭伊健                     | 至少还有我           |
| 鄭秀文                     | 痴痴為你等           |
| 黎明                       | DNA出錯              |
| Channel [V]大獎            |                      |
| 張學友                     |                      |
| 最佳音樂錄影帶             |                      |
| 伍思凱《舞月光》           |                      |
| 最佳新人                   |                      |
| 張惠妹                     |                      |
| 神州音樂特別推薦男歌手     |                      |
| 鄭鈞                       |                      |
| 神州音樂特別推薦女歌手     |                      |
| 陳琳                       |                      |
| 神州音樂特別推薦音樂錄影帶 |                      |
| 朱哲琴《拉薩謠》           |                      |

- 依姓氏筆畫排序。

### 1998
| 中文TOP20金曲              |                  |
| 歌手                       | 歌名             |
| 王菲                       | 半途而廢         |
| 王力宏                     | 公轉自轉         |
| 任賢齊                     | 對面的女孩看過來 |
| 李玟                       | Di Da Di         |
| 那英                       | 征服             |
| 周華健                     | 有故事的人       |
| 范曉萱                     | Darling          |
| 徐懷鈺                     | 向前衝           |
| 許茹芸                     | 我依然愛你       |
| 許美靜                     | 蔓延             |
| 張震嶽                     | 改變             |
| 張學友                     | 不後悔           |
| 張惠妹                     | 牽手             |
| 動力火車                   | 明天的明天的明天 |
| 庾澄慶．張信哲             | 愛轉動           |
| 莫文蔚                     | 沒時間           |
| 劉德華                     | 孤星淚           |
| 鄭中基                     | 敵人             |
| 黎明                       | 心在跳           |
| 蘇永康                     | 舊愛還是最美     |
| 最佳男歌手                 |                  |
| 任賢齊                     |                  |
| 最佳女歌手                 |                  |
| 王菲                       |                  |
| 最佳新人男歌手             |                  |
| 周俊偉                     |                  |
| 最佳新人女歌手             |                  |
| 林曉培                     |                  |
| 最佳音樂錄影帶             |                  |
| 李玟《Di Da Di》           |                  |
| 最佳新人                   |                  |
| 張惠妹                     |                  |
| 神州音樂特別推薦獎最佳歌曲 |                  |
| 歌手                       | 歌名             |
| 毛寧                       | 半途而廢         |
| 朱樺                       | 夢的翅膀         |
| 那英                       | 相約1998         |
| 金學峰                     | 笨鳥先飛         |
| 中國原創歌曲獎             |                  |
| 歌手                       | 歌名             |
| 張宇                       | 月亮惹的禍       |
| 羅中旭                     | 回到你身邊       |
| 神州音樂特別推薦男歌手     |                  |
| 毛寧                       |                  |
| 神州音樂特別推薦女歌手     |                  |
| 陳明                       |                  |

- 依姓氏筆畫排序。

### 1999
| 中文TOP20金曲                        |                      |
| 歌手                                 | 歌名                 |
| 王菲                                 | 當時的月亮           |
| 王力宏                               | JULIA                |
| 任賢齊．李宗盛                       | 我是一隻小小鳥       |
| 伍佰                                 | 白鴿                 |
| 那英                                 | 夢一場               |
| 周蕙                                 | 不想讓你知道         |
| 陳小春                               | 情瘤感菌             |
| 張宇                                 | 雨一直下             |
| 張震嶽                               | 分手吧               |
| 張學友                               | 心如刀割             |
| 張惠妹                               | 給我感覺             |
| 張信哲                               | 回來                 |
| 莫文蔚                               | 陰天                 |
| 郭富城                               | 渴望無限             |
| 許志安                               | 為什麼你背著我愛別人 |
| 劉德華                               | 愛你一萬年           |
| 鄭中基                               | 我真的可以           |
| 黎明                                 | 非我莫屬             |
| 謝霆鋒                               | 謝謝你的愛1999       |
| 蘇永康                               | 我為你傷心           |
| Channel [V]大獎                      |                      |
| 黎明                                 |                      |
| 最佳專輯                             |                      |
| 那英《乾脆》                         |                      |
| 最佳音樂錄影帶                       |                      |
| 謝霆鋒《謝謝你的愛1999》             |                      |
| 最佳歌曲                             |                      |
| 伍佰《白鴿》                         |                      |
| 最受歡迎新人男歌手                   |                      |
| 謝霆鋒                               |                      |
| 最受歡迎新人女歌手                   |                      |
| 蔡依林                               |                      |
| 神州音樂特別推薦獎優秀歌曲獎         |                      |
| 歌手                                 | 歌名                 |
| 白雪                                 | 聲聲慢戀曲           |
| 甘萍                                 | 我很乖               |
| 田震                                 | 靠近我               |
| 朴樹                                 | 白樺林               |
| 孫楠                                 | 不見不散             |
| 陳琳                                 | 走開                 |
| 陳紅                                 | 常回家看看           |
| 陳妃平                               | 那就好好過吧         |
| 屠洪剛                               | 精忠報國             |
| 解曉東                               | 相信                 |
| 零點樂隊                             | 夢                   |
| 滿文軍                               | 望鄉                 |
| 謝雨欣                               | 將愛情進將愛情進     |
| 韓紅                                 | 風雨中的美麗         |
| 羅中旭                               | 回到存在             |
| 神州音樂特別推薦獎填詞               |                      |
| 車行《常回家看看》                   |                      |
| 神州音樂特別推薦獎最佳作曲           |                      |
| 三寶《不見不散》                     |                      |
| 神州音樂特別推薦獎編曲               |                      |
| 小柯《那就好好過吧》                 |                      |
| 神州音樂特別推薦獎最佳創意導演       |                      |
| 楊濤《冷清的花》                     |                      |
| 神州音樂特別推薦獎最佳音樂錄影帶導演 |                      |
| 李耕《精忠報國》                     |                      |
| 神州音樂特別推薦獎最佳歌曲           |                      |
| 孫楠《不見不散》                     |                      |
| 神州音樂特別推薦獎最佳新人男歌手     |                      |
| 朴樹                                 |                      |
| 神州音樂特別推薦獎最佳新人女歌手     |                      |
| 金海心                               |                      |
| 神州音樂特別推薦獎最佳男歌手         |                      |
| 孫楠                                 |                      |
| 神州音樂特別推薦獎最佳女歌手         |                      |
| 田震                                 |                      |
| 神州音樂特別推薦獎觀眾喜愛男歌手     |                      |
| 羅中旭                               |                      |
| 神州音樂特別推薦獎觀眾喜愛女歌手     |                      |
| 陳琳                                 |                      |
| 90年代最傑出歌手                     |                      |
| 張學友                               |                      |

- 依姓氏筆畫排序。

### 2000
| 中文TOP20金曲                                |                |
| 歌手                                         | 歌名           |
| 五月天                                       | 終結孤單       |
| 王菲                                         | 笑忘書         |
| 王力宏                                       | 龍的傳人       |
| 任賢齊                                       | 春天花會開     |
| 伍佰                                         | 我的名字       |
| 那英                                         | 出賣           |
| 李玟                                         | 真情人         |
| 周蕙                                         | 好想好好愛你   |
| 范曉萱                                       | 我要我們在一起 |
| 孫燕姿                                       | 愛情證書       |
| 張學友                                       | 當我想起你     |
| 張信哲                                       | 愛不留         |
| 莫文蔚                                       | 懶得管         |
| 陶喆                                         | 找自己         |
| 劉德華                                       | 男人哭吧不是罪 |
| 劉德華．陳慧琳                               | 我不夠愛你     |
| 蔡依林                                       | Don't Stop     |
| 蕭亞軒                                       | 一個人的精采   |
| 謝霆鋒                                       | 因為愛所以愛   |
| 蘇永康                                       | 相遇太早       |
| 最受歡迎男歌手                               |                |
| 劉德華                                       |                |
| 傑出男歌手                                   |                |
| 張學友                                       |                |
| 傑出女歌手                                   |                |
| 王菲                                         |                |
| 最佳新人                                     |                |
| 孫燕姿                                       |                |
| 最佳組合                                     |                |
| 五月天                                       |                |
| 最佳音樂錄影帶                               |                |
| 黎明《愛天愛地》                             |                |
| 新生代創作歌手（台灣）                       |                |
| 王力宏                                       |                |
| 新生代創作歌手（香港）                       |                |
| 謝霆鋒                                       |                |
| 神州音樂特別推薦獎優秀歌曲獎                 |                |
| 歌手                                         | 歌名           |
| 田震                                         | 愛不後悔       |
| 朴樹                                         | 九月           |
| 羽泉                                         | 冷酷到底       |
| 李泉                                         | 走鋼索的人     |
| 金海心                                       | 那麼驕傲       |
| 孫楠                                         | 你快回來       |
| 陳琳                                         | 別怕有我       |
| 陳明                                         | 幸福           |
| 韓紅                                         | 天亮了         |
| 騰格爾                                       | 天堂           |
| 神州音樂特別推薦獎終身成就獎                 |                |
| 谷建芬                                       |                |
| 神州音樂特別推薦獎傑出男歌手                 |                |
| 劉歡                                         |                |
| 神州音樂特別推薦獎傑出女歌手                 |                |
| 那英                                         |                |
| 神州音樂特別推薦獎最受歡迎男歌手             |                |
| 孫楠                                         |                |
| 神州音樂特別推薦獎最受歡迎女歌手             |                |
| 田震                                         |                |
| 神州音樂特別推薦獎最佳新人                   |                |
| 斯琴格日樂                                   |                |
| 神州音樂特別推薦獎最佳組合                   |                |
| 羽泉                                         |                |
| 神州音樂特別推薦獎最佳音樂錄影帶             |                |
| 新褲子《我愛你》                             |                |
| 神州音樂特別推薦獎新生代創作歌手（中國大陸） |                |
| 丁薇                                         |                |
| 神州音樂特別推薦獎最佳民歌類歌手             |                |
| 宋祖英                                       |                |

- 依姓氏筆畫排序。

### 2001
| 亞洲最受歡迎歌手（不分男女只有一位） |
| 張惠妹                               |
| 最受歡迎男歌手（港台）               |
| 周杰倫                               |
| 最受歡迎男歌手（中國大陸）           |
| 孫楠                                 |
| 最受歡迎女歌手（港台）               |
| 王菲                                 |
| 最受歡迎女歌手（中國大陸）           |
| 田震                                 |
| 最受歡迎新人（台灣）                 |
| F4                                   |
| 最受歡迎新人（香港）                 |
| 陳冠希                               |
| 最佳新人（中國大陸）                 |
| 水木年華                             |
| 新生代創作歌手（台灣）               |
| 周杰倫                               |
| 新生代創作歌手（香港）               |
| 謝霆鋒                               |
| 新生代創作歌手（香港）               |
| 李泉                                 |
| 最佳專輯（中國大陸）                 |
| 陳琳《愛就愛了》                     |
| 最佳音樂錄影帶（港台）               |
| 黎明《重愛輕友》                     |
| 最佳音樂錄影帶（中國大陸）           |
| 何靜《有了你的愛》                   |
| 最受歡迎組合（中國大陸）             |
| 羽泉                                 |
| 最佳樂隊（中國大陸）                 |
| 零點樂隊                             |
| 最佳民歌族類歌手（中國大陸）         |
| 張燕                                 |

- 依姓氏筆畫排序。

### 2002
| TOP10金曲（港台）              |                  |
| 歌手                           | 歌名             |
| 任賢齊                         | 永夜             |
| 林憶蓮                         | 紙飛機           |
| 范瑋琪                         | 啟程             |
| 陳奕迅                         | 謝謝儂           |
| 陳小春                         | 下半輩子         |
| 張清芳                         | 蘭花小館12點見   |
| 莫文蔚                         | 愛               |
| 梁靜茹                         | 分手快樂         |
| 順子                           | Dear friend      |
| 劉德華                         | 黑蝙蝠中隊       |
| TOP10金曲（中國大陸）          |                  |
| 歌手                           | 歌名             |
| 王珏                           | 明天             |
| 水木年華                       | 在他鄉           |
| 羽泉                           | 旅程             |
| 老狼                           | 關於現在關於未來 |
| 林宸希                         | 不再問           |
| 胡彥斌                         | 告訴我           |
| 張燕                           | 月亮女兒         |
| 楊坤                           | 無所謂           |
| 滿江                           | 奇蹟             |
| 臧天朔                         | 夢蝶             |
| 最受歡迎男歌手（港台）         |                  |
| 任賢齊                         |                  |
| 最受歡迎男歌手（中國大陸）     |                  |
| 孫楠                           |                  |
| 最受歡迎女歌手（港台）         |                  |
| 孫燕姿                         |                  |
| 最受歡迎女歌手（中國大陸）     |                  |
| 韓紅                           |                  |
| 最受歡迎新人（港台）           |                  |
| 阿杜                           |                  |
| 最受歡迎新人（中國大陸）       |                  |
| 王珏                           |                  |
| 最受歡迎組合（港台）           |                  |
| 五月天                         |                  |
| 最受歡迎組合（中國大陸）       |                  |
| 羽泉                           |                  |
| 最受歡迎創作歌手（港台）       |                  |
| 陶喆                           |                  |
| 最受歡迎創作歌手（中國大陸）   |                  |
| 臧天朔                         |                  |
| 最受歡迎音樂錄影帶（港台）     |                  |
| 王力宏《兩個人不等於我們》     |                  |
| 最受歡迎音樂錄影帶（中國大陸） |                  |
| 湯燦《家鄉美》                 |                  |

- 依姓氏筆畫排序。

### 2003
| 最佳歌曲（港台）               |                |
| 歌手                           | 歌名           |
| 周杰倫                         | 晴天           |
| 孫燕姿                         | 遇見           |
| 張惠妹                         | 勇敢           |
| TOP10金曲（中國大陸）          |                |
| 歌手                           | 歌名           |
| 水木年華                       | 再見了最愛的人 |
| 朴樹                           | Colorful Days  |
| 沙寶亮                         | 暗香           |
| 最佳男歌手（港台）             |                |
| 王力宏                         |                |
| 最佳男歌手（中國大陸）         |                |
| 朴樹                           |                |
| 最佳女歌手（港台）             |                |
| 張惠妹                         |                |
| 最佳女歌手（中國大陸）         |                |
| 韓紅                           |                |
| 最佳組合（港台）               |                |
| 五月天                         |                |
| 最佳樂隊（中國大陸）           |                |
| 零點樂隊                       |                |
| 最佳創作歌手（港台）           |                |
| 周杰倫                         |                |
| 最佳創作歌手（中國大陸）       |                |
| 許巍                           |                |
| 最佳新人（港台）               |                |
| 麻吉弟弟                       |                |
| 最佳新人（中國大陸）           |                |
| 周迅                           |                |
| 最受歡迎音樂錄影帶（港台）     |                |
| 孫燕姿《我不難過》             |                |
| 最受歡迎音樂錄影帶（中國大陸） |                |
| 朴樹《Colorful Days》          |                |
| 十全十美獎                     |                |
| 王菲                           |                |

- 依姓氏筆畫排序。
- 特別獎「十全十美獎」係為頒給前十屆獲獎次數最多的歌手。

### 2004
| 最佳歌曲（港台）                   |          |
| 歌手                               | 歌名     |
| F.I.R                              | 我們的愛 |
| 王菲                               | 旋木     |
| 周杰倫                             | 七里香   |
| TOP10金曲（中國大陸）              |          |
| 歌手                               | 歌名     |
| 沙寶亮．孫悅                       | 傾城之戀 |
| 胡彥斌                             | 宣言     |
| 葉蓓                               | 幸福深處 |
| 最佳男歌手（港台）                 |          |
| 周杰倫                             |          |
| 最佳男歌手（中國大陸）             |          |
| 孫楠                               |          |
| 最佳女歌手（港台）                 |          |
| 梁靜茹                             |          |
| 最佳女歌手（中國大陸）             |          |
| 葉蓓                               |          |
| 最佳組合（港台）                   |          |
| Energy                             |          |
| 最佳組合（中國大陸）               |          |
| 水木年華                           |          |
| 最佳樂隊（港台）                   |          |
| 五月天                             |          |
| 最佳新晉男歌手（港台）             |          |
| 黃義達                             |          |
| 最佳新晉男歌手（中國大陸）         |          |
| 陳坤                               |          |
| 最佳新晉女歌手（港台）             |          |
| 張韶涵                             |          |
| 最佳創作歌手（港台）               |          |
| 周杰倫                             |          |
| 最佳創作歌手（中國大陸）           |          |
| 朴樹                               |          |
| 最受歡迎音樂錄影帶（港台）         |          |
| 蔡依林《海盜》                     |          |
| 最受歡迎音樂錄影帶（中國大陸）     |          |
| 朴樹《我的收音機RADIO IN MY HEAD》 |          |
| 最受歡迎男歌手（港台）             |          |
| 周杰倫                             |          |
| 最受歡迎女歌手（港台）             |          |
| 蔡依林                             |          |
| 最受歡迎男歌手（中國大陸）         |          |
| 胡彥斌                             |          |
| 最受歡迎女歌手（中國大陸）         |          |
| 孫悅                               |          |
| 最佳民歌歌手                       |          |
| 陳思思、劉和剛                     |          |

- 依姓氏筆畫排序。

### 2005
| 中文金曲TOP10                  |            |
| 歌手                           | 歌名       |
| 元衛覺醒                       | 夏天的風   |
| 光良                           | 童話       |
| 王力宏                         | 心中的日月 |
| 羽泉                           | 哪一站     |
| 周杰倫                         | 夜曲       |
| 范瑋琪                         | 一比一     |
| 許巍                           | 旅行       |
| 陶喆                           | 愛我還是他 |
| 潘瑋柏                         | 誰是MVP    |
| 蔡依林                         | 天空       |
| 最佳男歌手（港台）             |            |
| 周杰倫                         |            |
| 最佳男歌手（中國大陸）         |            |
| 許巍                           |            |
| 最佳女歌手（港台）             |            |
| 梁靜茹                         |            |
| 最佳女歌手（中國大陸）         |            |
| 王蓉                           |            |
| 最佳組合（港台）               |            |
| Twins                          |            |
| 最佳組合（中國大陸）           |            |
| 羽泉                           |            |
| 最佳樂隊（中國大陸）           |            |
| 花兒樂隊                       |            |
| 最佳創作歌手（港台）           |            |
| 周杰倫                         |            |
| 最佳創作歌手（中國大陸）       |            |
| 李健                           |            |
| 最佳新人獎（港台）             |            |
| 柯有倫                         |            |
| 最佳新人獎（中國大陸）         |            |
| 金莎                           |            |
| 最受歡迎音樂錄影帶（港台）     |            |
| 周杰倫《夜曲》                 |            |
| 最受歡迎音樂錄影帶（中國大陸） |            |
| 趙薇《我和上官燕》             |            |
| 最受歡迎男歌手（港台）         |            |
| 周杰倫                         |            |
| 最受歡迎女歌手（港台）         |            |
| 蔡依林                         |            |
| 最受歡迎男歌手（中國大陸）     |            |
| 何炅                           |            |
| 最受歡迎女歌手（中國大陸）     |            |
| 趙薇                           |            |

- 依姓氏筆畫排序。

### 2006
| 年度最佳歌曲（港台）           |            |
| 歌手                           | 歌名       |
| 吳克羣                         | 將軍令     |
| 周杰倫                         | 千里之外   |
| 范瑋琪                         | 黑白配     |
| 陳奕迅                         | 對不起謝謝 |
| 張韶涵                         | 隱形的翅膀 |
| 潘瑋柏                         | 反轉地球   |
| 蔡依林                         | 舞孃       |
| 年度最佳歌曲（中國大陸）       |            |
| 歌手                           | 歌名       |
| 汪峰                           | 怒放的生命 |
| 張敬軒                         | 過雲雨     |
| 愛樂團                         | 放開       |
| 最佳男歌手（港台）             |            |
| 陳奕迅                         |            |
| 最佳男歌手（中國大陸）         |            |
| 張敬軒                         |            |
| 最佳女歌手（港台）             |            |
| 張惠妹                         |            |
| 最佳女歌手（中國大陸）         |            |
| 金海心                         |            |
| 最佳新人獎（港台）             |            |
| Tank                           |            |
| 最佳新人獎（中國大陸）         |            |
| 周筆暢                         |            |
| 最佳創作歌手（港台）           |            |
| 王力宏                         |            |
| 最佳創作歌手（中國大陸）       |            |
| 水木年華                       |            |
| 最佳組合（港台）               |            |
| S.H.E                          |            |
| 最佳組合（中國大陸）           |            |
| 水木年華                       |            |
| 最佳樂隊（港台）               |            |
| 五月天                         |            |
| 最佳樂隊（中國大陸）           |            |
| 花兒樂隊                       |            |
| 最受歡迎音樂錄影帶（港台）     |            |
| 羅志祥《精舞門》               |            |
| 最受歡迎音樂錄影帶（中國大陸） |            |
| 袁泉《暗戀》                   |            |
| 最受歡迎男歌手（港台）         |            |
| 王力宏                         |            |
| 最受歡迎女歌手（港台）         |            |
| 張韶涵                         |            |
| 最受歡迎男歌手（中國大陸）     |            |
| 陳坤                           |            |
| 最受歡迎女歌手（中國大陸）     |            |
| 李慧珍                         |            |
| 年度人氣歌曲（港台）           |            |
| 王力宏《大城小愛》             |            |
| 年度人氣歌曲（中國大陸）       |            |
| 好男兒Hero《年輕的戰場》       |            |

- 依姓氏筆畫排序。

### 2010
最佳男歌手 方大同《可啦思刻》（香港）、庾澄慶《到死都要18歲》（台灣）、孙楠《追尋》【單曲】（內地）
最佳女歌手 楊千嬅《原來過得很快樂》（香港）、張惠妹《阿密特》（台灣）、张靓颖《我相信》（內地）
最受歡迎男歌手 古巨基《You Talkin To Me》（香港）、羅志祥《羅生門》（台灣）、汪峰《信仰在空中飄揚》（內地）
最受歡迎女歌手 蕭亞軒《鑽石糖》（香港）、梁詠琪《禮物》（台灣）、李宇春《李宇春》（內地）
最佳電影男演員 鄭中基《機器俠》（香港）、范逸臣《海角七號》（台灣）、黄渤《鬥牛》（內地）
最佳電影女演員 林熙蕾《窈窕紳士》（香港）、徐熙媛《大內密探零零狗》、《全城熱戀》（台灣）、闫妮《三槍拍案驚奇》（內地）
最佳電視劇男演員 陳豪《宮心計》（香港）、鄭元暢《惡作劇之吻》（台灣）、张国强《我的兄弟叫順溜》（內地）
最佳電視劇女演員 蔡少芬《珠光寶氣》（香港）、陳喬恩《命中註定我愛你》（台灣）、孙俪《小姨多鶴》（內地）
兩岸三地傑出男歌手 胡彥斌、許志安
最佳新晉歌手 謝安琪（香港）、林宥嘉（台灣）、田金庫、曾轶可（內地）
最佳跨界歌手 陈坤、陳好
最佳組合 動力火車《繼續轉動》、羽泉《每個人心中都有一個羽泉》
最佳樂隊 范曉萱&100%樂團
最佳新晉組合 至上勵合《齊天大盛》、武虎將《終極三國》原聲大碟
最佳導演 陆川
最佳新晉導演 馮德倫
最佳音樂貢獻 方文山
最佳舞台造型 蕭亞軒
最佳世界音樂 萨顶顶
最佳創作歌手 蔡健雅
最受歡迎成都藝人 江映蓉、李宇春
最佳舞台演繹女歌手 温嵐
最佳舞台演繹男歌手 羅志祥
最佳舞台演繹海外歌手 張佑赫
最佳風尚演員 鍾漢良
最佳新晉演員 李念《蝸居》
最佳音樂劇演員 魏雪漫
最佳潛質新人 乔任梁
最佳電視節目主持人 侯佩岑《王牌大明星》、蔡康永《康熙來了》
亞洲演繹突出貢獻 李秉憲
最佳影響力影片《阿凡达》
亞洲影響力演員 甄子丹
最佳專輯&最佳演唱會 張惠妹
亞洲最具影響力模特兒 呂燕
亞洲最具影響力時尚造型師 李東田
亞洲影響力體育運動員 申雪、趙宏博
12530無線音樂大獎 周杰倫、李宇春
亞洲影響力版權維護 中国移动無線音樂基地

### 2011
最佳男歌手 王力宏（港台）、孙楠（內地）
最佳女歌手 鄭秀文（港台）、张靓颖（內地）
最受歡迎男歌手 潘瑋柏（港台）、韓庚（內地）
最受歡迎女歌手 蕭亞軒（港台）、李宇春（內地）
最佳專輯 王力宏《十八般武藝》
最佳電視劇男演員 何潤東（港台）、吳秀波（內地）
最佳電視劇女演員 楊丞琳（港台）、杨幂（內地）
最佳舞台造型 潘瑋柏
最佳時尚歌手 蕭亞軒
最佳舞台演繹 吳克群
最佳跨界歌手 黃立行
無線音樂年度特別大獎 周杰倫
最佳電影男演員 任賢齊（港台）、姜文（內地）
最佳電影女演員 楊千嬅（港台）、周韻（內地）
最佳組合 飛輪海（港台）、羽泉（內地）
傳媒推薦獎 田馥甄
最受歡迎韓國藝人 張根碩
最佳新鋭導演 王力宏
最佳導演 姜文《讓子彈飛》
最佳電影 姜文《讓子彈飛》
最佳音樂錄影帶 房祖名
華語電影票房榮譽大獎 姜文《讓子彈飛》
亞洲影響力慈善典範 成龍
最佳時尚品牌 李東田
亞洲音樂產業傑出創意獎 成都東區音樂公園

### 2012
最佳女歌手 莫文蔚（港台）、张靓颖（内地）
最受歡迎男歌手 古巨基（香港）、任賢齊（台灣）、张杰（内地）
最受歡迎女歌手 容祖兒（港台）、李宇春（内地）
Channel [V]亞洲全方位藝人 刘若英
最佳新晉組合 黑Girl
最佳組合 Twins（港台）、至上励合（内地）
傳媒推薦獎 尚雯婕
港台最佳舞台演繹 棒棒堂
海外最佳舞台演繹 SE7EN
榜中榜最佳專輯獎 周杰倫《驚歎號》（港台）、那英《那有怎樣》（内地）
亞洲影響力最受歡迎藝人 陳奕迅
亞洲影響力華語音樂貢獻獎 刘欢
亞洲影響力華語音樂成就獎 那英
最佳跨界歌手 吳建豪（港台）、杨幂（內地）
榜中榜最佳樂團 F.I.R.飛兒樂團
內地最佳風尚女藝人 黄奕
最佳新晉電影演員 馮紹峯
港台最佳電影男演員 劉青雲
港台最佳電影女演員 陳妍希
最受歡迎電影演員 房祖名
最佳新晉導演 柯景騰
時尚魅力藝人 吳辰君
經典演藝獎 鍾鎮濤
最佳音樂錄影帶 戴佩妮《回家路上》（港台）、那英《只因為你》（內地）
最佳創作歌手 林俊杰（港台）、胡彥斌（内地）
亞洲影響力最佳華語藝人 周杰倫
榜中榜最佳數字音樂獎 周杰倫
榜中榜最佳音樂製作人 方大同
Channel [V]亞洲風尚歌手 莫文蔚
亞洲影響力韓國風尚女藝人 朴敏英
亞洲影響力最受歡迎日本女歌手 倉木麻衣
Channel [V]年度勁爆歌手 陳奕迅
最佳電視劇男演員 謝天華（港台）、黃海波（内地）
最佳電視劇女演員 陳法拉（港台）、海清（内地）
魅力之星 阿兰
年度新晉歌手 付辛博

### 2013
最佳男歌手 古巨基（香港）、蕭敬騰（台灣）、杨坤（內地）
最佳女歌手 容祖兒（香港）、張韶涵（台灣）、李宇春（內地）
最受歡迎男歌手 林峯（香港）、羅志祥（台灣）、张杰（內地）
最受歡迎女歌手 蔡卓妍（香港）、蕭亞軒（台灣）、周笔畅（內地）
最佳創作歌手 陶喆（港台）、胡彥斌（內地）
最佳跨界男歌手 潘瑋柏
最佳跨界女歌手 楊丞琳
最受歡迎組合 Twins（港台）、水木年华（內地）
傳媒推薦歌手 王心凌（港台）、许嵩（內地）
最受歡迎音樂製作人 黄征《徵愛 拾力》
最佳音樂錄影帶 楊丞琳《忘了》（港台）、韓庚《小丑面具》（內地）
最佳專輯 蔡依林《MUSE》（港台）、李宇春《再不瘋狂我們就老了》（內地）
最佳演唱會 陳奕迅-DUO
亞洲影響先鋒歌手 韓庚
最受歡迎國際團體 KARA
最受歡迎國際歌手 亚当·兰伯特
華語音樂影響力大獎 那英
亞洲影響力最受歡迎歌手 蔡依林
亞洲影響力最佳歌手 陳奕迅
最佳製作人 陶喆

### 2014
最佳男歌手 陶喆（港台）、孙楠（內地）
最佳女歌手 陳綺貞（港台）、李宇春（內地）
最受歡迎男手 張敬軒（港台）、张杰（內地）
最受歡迎女歌手 許茹芸（港台）、周笔畅（內地）
最佳創作男歌手 伍佰
最佳創作女歌手 陳綺貞
最佳影視風雲歌手 張智霖
榜中榜最佳電影歌曲 毕夏 & 張恆遠 電影《大鬧天宮》同名主題曲
傳媒推薦歌手 鄭嘉穎
最佳音樂製作人 伍佰
最佳新晉音樂製作人 金志文
最受歡迎音樂製作人 郝雲
最具突破力歌手 楊宗緯
最佳專輯 羽泉《再生》
榜中榜年度最佳金曲 吳莫愁《就現在》
亞洲最佳風尚歌手 李玟
亞洲影響力最受歡迎歌手 羅志祥
亞洲影響力最佳歌手 李宇春
亞洲影響力特別榮譽大獎 孙楠
榜中榜最佳舞台表現力 吳建豪（港台）、张玮（内地）
榜中榜年度新人 顧芮寧（港台）、李琦（内地）
榜中榜年度最佳人氣獎 林志穎
榜中榜最佳舞台舞蹈 張傲月
榜中榜最佳跨界歌手 吳建豪
榜中榜最佳音樂錄像帶 张杰《愛不解釋》
Channel [V]全能歌手 陶喆
Channel [V]國際最受歡迎華語歌手 李玟
Channel [V]年度勁爆專輯 周笔畅《UNLOCK》
Channel [V]年度勁爆歌手 羅志祥（港台）、吳莫愁（内地）
Channel [V]年度最佳金曲 楊宗緯《其實都沒有》
Channel [V]最佳電影編曲 張江《拯救2013》再生版
榜中榜經典之音 張信哲
亞洲影響力最受歡迎組合 EXO-M
亞洲影響力最受歡迎日本歌手 西野加奈
亞洲影響力最受歡迎國際藝人 瑞奇馬丁
華語樂壇特別貢獻大獎 譚詠麟
榜中榜愛心大使 張智霖
榜中榜最佳演唱會 左麟右李演唱會

### 2015
榜中榜最佳男歌手 張信哲（港台）、汪峰（内地）
榜中榜最佳女歌手 蕭亞軒（港台）、周笔畅（内地）
榜中榜最受欢迎男歌手 杜德偉（港台）、张杰（内地）
榜中榜最受欢迎女歌手 陳嘉樺（港台）、吴莫愁（内地）
榜中榜年度男新人 余枫
榜中榜年度女新人 张碧晨
榜中榜最佳唱作歌手（创作） 張敬軒
榜中榜传媒推荐创作歌手 李琦
榜中榜经典之音 巫啟賢
Channel [V]最具潜力组合 周深 & 李维
Channel [V]传媒推荐新人 扎西顿珠
Channel [V]年度最佳金曲 李治廷《飞》（港台）、张玮《生而不同》（内地）
榜中榜最佳跨界歌手 辰亦儒
Channel [V]最具突破力歌手 陳學冬
亚洲影响力最受欢迎日本组合 w-inds.
亚洲影响力最受欢迎韩国艺人 Rain
榜中榜传媒推荐歌手 鍾欣潼
榜中榜最佳音乐制作人 吴青峰
Channel [V]劲爆乐团 蘇打綠
榜中榜最具人气演唱会 张杰
榜中榜最佳音乐录影带 吴莫愁《无所不在》
Channel [V]最佳创作歌手 李治廷
亚洲影响力最具潜力创作歌手 文文
Channel [V]劲爆新人 文文
榜中榜最佳影视歌曲 任賢齊《外婆的澎湖湾》
Channel [V]年度劲爆歌手 任賢齊
榜中榜最佳专辑 丁噹《敢爱敢当》
榜中榜最佳影视风云歌手 丁噹
榜中榜年度最佳人气歌手 吳奇隆
Channel [V]最佳电视剧主题曲 吳奇隆《如果缘只到遇见》
Channel [V]亚洲全能歌手 莫文蔚
亚洲影响力最受欢迎歌手 莫文蔚
亚洲影响力最受欢迎歌手 莫文蔚
榜中榜年度最佳金曲 張信哲《爱你的宿命》
亚洲影响力最佳演唱会 汪峰
亚洲影响力最受欢迎全能华语艺人 周杰倫
华语乐坛跨时代实力唱作人 周杰倫
Channel [V]最受欢迎广告MV 孙俪《感知成长的神奇》
Channel [V]传媒推荐专辑 议嘉《十七》
Channel [V]最佳电影歌曲 成龍《大漠英雄》
华语乐坛特别贡献大奖 成龍

### 2016
榜中榜最佳男歌手 蕭敬騰（港台）、孙楠（内地）
榜中榜最佳女歌手 莫文蔚（港台）、周笔畅（内地）
榜中榜最受欢迎男歌手 林峯（港台）、张杰（内地）
榜中榜最受欢迎女歌手 王心凌（港台）、吴莫愁（内地）
Channel [V]传媒推荐专辑 吳克群《数星星的人》
Channel [V]传媒推荐歌手 泳兒
华语乐坛特别贡献大奖 孙楠
榜中榜年度新人 张磊
Channel [V]劲爆新人 XL组合
榜中榜最佳舞台表现力奖 吳克群（港台）、何洁（内地）
榜中榜年度好声音 李琦
榜中榜传媒推荐好歌曲 王梓軒《碰不上会更美》
榜中榜传媒推荐歌手 沙宝亮
Channel [V]最具突破力艺人 沙宝亮
亚洲影响力最具突破艺人 林峯
Channel [V]最受欢迎MV 吴莫愁《小蛮腰》（导演：廖人帥）
Channel [V]年度电影金曲 张杰 & 莫文蔚《一念之间》
榜中榜年度最佳电影音乐创作人奖 羅大佑
Channel [V]亚洲风尚艺人 徐熙娣
致敬二十 华语乐坛至尊音乐人 羅大佑
榜中榜最佳唱作歌手 品冠
榜中榜最受欢迎唱作歌手 薛之谦
亚洲影响力年度最佳创作歌手 李榮浩
Channel [V]年度劲爆组合 VIXX
Channel [V]亚洲最佳组合 Twins
榜中榜最具人气演唱会 Twins
榜中榜最佳演唱会 周笔畅
榜中榜最佳专辑 林俊杰（港台）、李榮浩（内地）
亚洲影响力最受欢迎国际艺人 PSY
亚洲影响力最佳跨界歌手 莫文蔚
榜中榜年度影视叱咤人气之星 王大陸
亚洲影响力最受欢迎歌手 林俊杰
亚洲影响力最受欢迎韩国组合 iKON
亚洲影响力最佳演唱会 蕭敬騰
亚洲影响力最受欢迎日本艺人 赤西仁
Channel [V]年度最佳歌手 王力宏
亚洲影响力全能华语艺人 王力宏

### 2017
榜中榜最佳男歌手 李克勤（港台）、李榮浩（内地）
榜中榜最佳女歌手 容祖兒（港台）、张靓颖（内地）
榜中榜最受欢迎男歌手 曹格（港台）、大张伟（内地）
榜中榜最受欢迎女歌手 范瑋琪（港台）、谭维维（内地）
榜中榜年度男新人 鼓鼓
榜中榜年度女新人 陳明憙
榜中榜年度新歌声 蒋敦豪
榜中榜年度新锐男歌手 王梓軒
榜中榜年度新锐女歌手 陈冰
榜中榜传媒推荐歌手 楊乃文（港台）、何洁（内地）
榜中榜传媒推荐专辑 孙楠《学堂乐歌》
榜中榜最具人气演唱会 大张伟“人间精品起来嗨”演唱会
榜中榜最佳演唱会 “刘若英Renext我敢”世界巡回演唱会
榜中榜最佳专辑 古巨基（港台）、黄绮珊（内地）
榜中榜最佳舞台表现力奖 Twins（港台）、郁可唯（内地）
榜中榜华语音乐特别贡献奖 張信哲
榜中榜年度电影歌曲 成龍《功夫瑜伽》
Channel [V]年度新人王 魏允熙
Channel [V]亚洲最佳组合 Twins
Channel [V]年度最受欢迎MV 李克勤《一个都不能少》
Channel [V]传媒推荐专辑 張信哲《歌·时代》（港台）、李琦《哭》（内地）
Channel [V]传媒推荐歌曲 泳兒《四不像》（港台）、袁娅维《流花》（内地）
Channel [V]传媒推荐男艺人 张磊
Channel [V]传媒推荐女艺人 汪小敏
Channel [V]最受欢迎唱作人 曹格
Channel [V]亚洲音乐风尚大奖 谭维维
Channel [V]亚洲全能歌手 容祖兒
亚洲影响力最受欢迎国际艺人 Rita Ora
亚洲影响力最受欢迎日本组合 JINTAKA（由赤西仁和山田孝之组成）
亚洲影响力最佳跨界艺人 刘若英
亚洲影响力最受欢迎女歌手 张靓颖
亚洲影响力最受欢迎男歌手 古巨基
亚洲影响力最佳演唱会 李榮浩“有理想”世界巡回演唱会
亚洲影响力特别荣誉大奖 孙楠
全球华语电影歌曲特别贡献大奖 成龍
榜中榜网络票选人气新声 周深

### 2018
榜中榜最佳男歌手 李克勤（港台）、薛之谦（内地）
榜中榜最佳女歌手 容祖兒（港台）、周笔畅（内地）
榜中榜最受欢迎男歌手 品冠（港台）、醒（内地）
榜中榜最受欢迎女歌手 楊丞琳（港台）、吴莫愁（内地）
Channel [V]传媒推荐歌曲 毕夏《夏天以后》
宝声音乐最受欢迎卡拉okMV 周深《大鱼》
Channel [V]最佳现场演绎 周深 & 郭沁《大鱼》
Channel [V]传媒推荐歌手 泳兒（港台）、刘雪婧（内地）
Channel [V]最具突破力歌手 王梓軒
Channel [V]传媒推荐唱作人 吴莫愁
Channel [V]年度金曲 徐佳瑩《到此为止》
榜中榜传媒推荐专辑 品冠《言外之意》
宝声音乐年度卡拉ok主打新歌 林志穎《在我眼中开出玫瑰》
榜中榜年度最佳金曲 楊丞琳《青春住了谁》
榜中榜最受欢迎唱作人 徐佳瑩
榜中榜最佳演唱会 周笔畅《2017Not Typical巡回演唱会》
榜中榜最佳专辑 李克勤《30克》（港台）、薛之谦《渡》（内地）
华语流行乐坛跨时代偶像歌手 林志穎
Channel [V]亚洲音乐风尚大奖 蔡健雅
亚洲影响力最受欢迎专辑 李榮浩《嗯》
Channel [V]国际最受欢迎华语艺人 林俊杰
亚洲影响力最佳男歌手 李榮浩
亚洲影响力最佳女歌手 容祖兒
亚洲影响力最受欢迎男歌手 潘瑋柏
亚洲影响力最受欢迎女歌手 蔡健雅
亚洲影响力最佳唱跳歌手 潘瑋柏
亚洲影响力最佳专辑 林俊杰《伟大的渺小》
中国数字音乐最具影响力企业 腾讯音乐娱乐集团

### 2019
榜中榜最佳男歌手 信（港台）、张杰（内地）
榜中榜最佳女歌手 楊千嬅（港台）、谭维维（内地）
榜中榜最受欢迎男歌手 楊宗緯（港台）、周深（内地）
榜中榜最受欢迎女歌手 陳嘉樺（港台）、文文（内地）
榜中榜最佳跨界艺人 林志玲
榜中榜最燃人气舞者 韩宇
榜中榜最佳流行舞者 杨文昊
榜中榜年度最佳新人 刘宇宁
榜中榜最佳摇滚歌手 谭维维
榜中榜经典之音 谭晶
榜中榜全能艺人 黃子韜
Channel [V]最佳影视金曲歌手 张磊
Channel [V]传媒推荐唱作人 蒋敦豪
Channel [V]传媒推荐歌手 許靖韻
Channel [V]年度金曲 文文《深度对话》
Channel [V]年度公益歌曲 林志玲《you and me》
Channel [V]年度最佳电影主题曲 陳嘉樺《傀》
Channel [V]最佳演出现场 楊千嬅
Channel [V]亚洲音乐风尚大奖 容祖兒
Channel [V]国际最受欢迎华语艺人 李玟
亚洲影响力最佳男歌手 黃子韜
亚洲影响力最佳女歌手 李玟
亚洲影响力最受欢迎男歌手 古巨基
亚洲影响力最受欢迎女歌手 容祖兒
亚洲影响力最佳专辑 张杰
亚洲影响力最佳演唱会 古巨基

### 2023
榜中榜最佳男歌手 任賢齊
榜中榜最佳女歌手 戴佩妮
Channel [V]最佳男歌手 GAI周延
Channel [V]最佳女歌手 李斯丹妮
榜中榜最受欢迎男歌手 米卡MIKA
榜中榜最受欢迎女歌手 黄霄云
榜中榜传媒推荐歌手 伍珂玥
榜中榜人气唱跳歌手 孟美岐
榜中榜最具舞台表现力歌手 赞多
Channel [V]年度风尚歌手 郑秀妍Jessica
Channel [V]最受欢迎男子组合 BOYHOOD
Channel [V]最受欢迎女子组合 NAME
Channel [V]传媒推荐歌曲 孙美琪《遥远》
Channel [V]传媒推荐歌手 梁玉莹
Channel [V]最具突破力歌手 斯丹曼簇
Channel [V]年度实力创作人 苏运莹
Channel [V]最佳说唱男歌手 艾热AIR
Channel [V]最佳说唱女歌手 VaVa毛衍七
Channel [V]亚洲最受欢迎组合 w-inds.
亚洲影响力人气歌手 刘宇
亚洲影响力先锋歌手 李承铉
亚洲影响力最受欢迎国际艺人 Rain郑智薰